# كنيسة الإخوة المرحبون

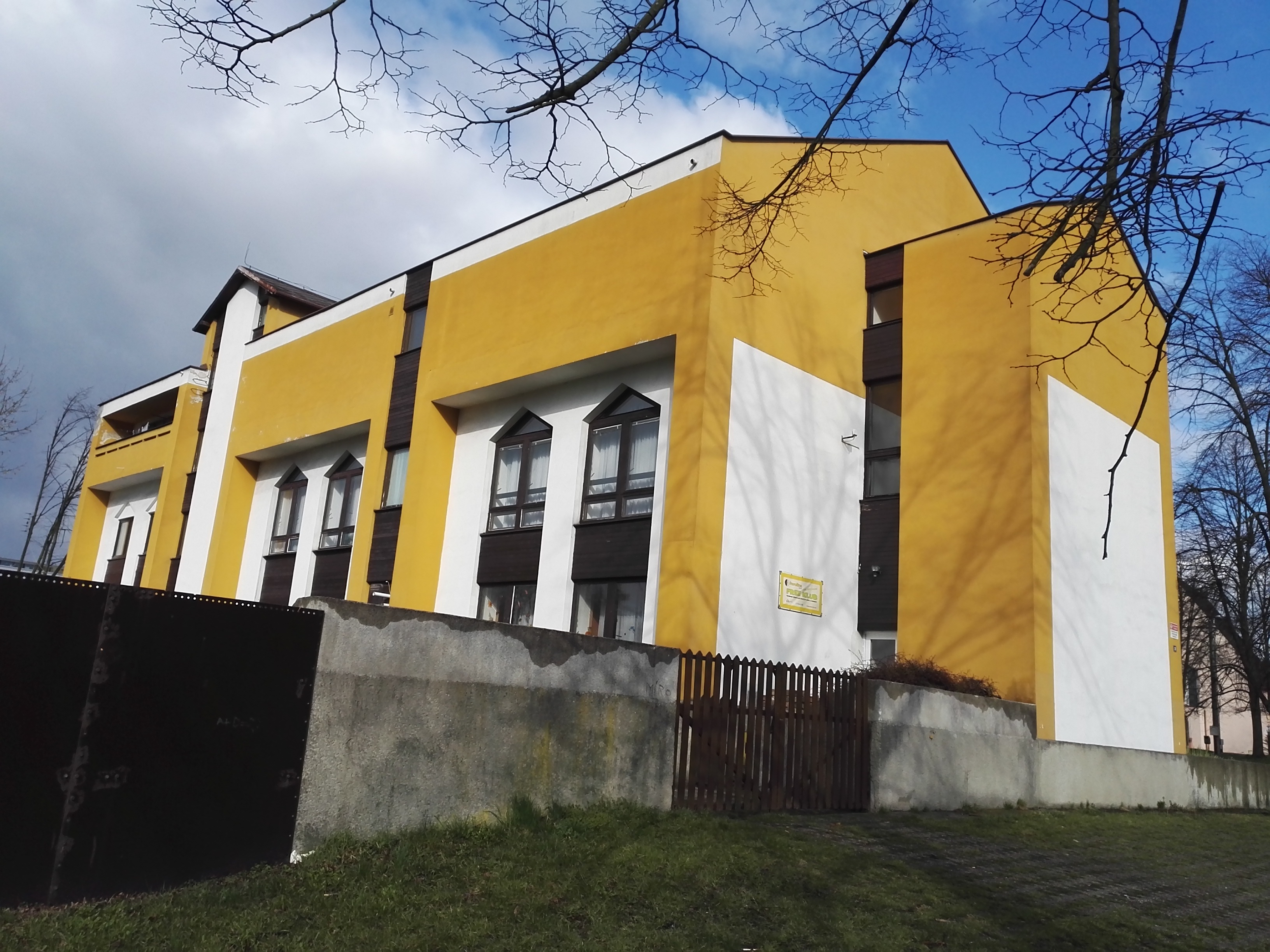
أوسترافا-كونتشيسكي. الجماعة المسيحية.

الأخوة المرحبون هي جماعة مسيحية انفصلت عن كنيسة الأخوة البليموث والتي بدورها انفصلت عن الكنيسة الأنجليكانبة في القرن التاسع عشر. يعتقد أتباعها أنهم منفتحون ومرحبون بالكنائس الأخرى علي العكس من جماعة الأخوة البليموث الذين يأخذون موقفا متشددا من الكنائس الأخرى.

## العقيدة المعلنة
يعتقد أتباع هذه الجماعة - شأنهم شأن جميع المسيحيين - أن الكتاب المقدس هو كلمة الله الموحى بها، وأنه المصدر الوحيد الذي يستقون منه تعاليمهم وممارساتهم رافضين بذلك الاعتراف بالسلطة والطقوس الكنسية